# Estació de Fira València
L'Estació de Fira és una de les estacions del metro de València. És el terminal d'un ramal de la línia 4 (tramvia) que apropa els viatgers a la Fira de València. És operatiu només els dies de fira, típicament els caps de setmana.
| Procedència/Destinació          | <              | Línia | >                      | Procedència/Destinació |
| ------------------------------- | -------------- | ----- | ---------------------- | ---------------------- |
| Mas del Rosari/Fira de València | fi de trajecte |       | Vicent Andrés Estellés | Doctor Lluch           |

## Accessos
S'hi accedeix a la mateixa Fira. L'estació es troba arran de terra.